# Adam Darski
Adam Michał Darski, ps. Nergal, również Holocausto, Howlin’ De Ville (ur. 10 czerwca 1977 w Gdyni) – polski muzyk, kompozytor, wokalista, autor tekstów i multiinstrumentalista, a także producent muzyczny. Z wykształcenia historyk. Dziennikarz magazynu muzycznego Mystic Art. Członek Akademii Fonograficznej ZPAV. Laureat nagrody polskiego przemysłu fonograficznego Fryderyka (Evangelion; 2009).
Adam Darski znany jest przede wszystkim z wieloletnich występów w black-deathmetalowym zespole Behemoth, którego był współzałożycielem. W zespole pełni funkcję głównego kompozytora, gitarzysty, wokalisty i autora tekstów, okazjonalnie tworzył także jako basista, perkusista i keyboardzista. Do 2014 wraz z grupą nagrał dziesięć albumów studyjnych, zyskując już we wczesnym okresie jego działalności zainteresowanie szeroko pojętej, międzynarodowej sceny muzyki heavymetalowej. Pozostając jednakże przez znaczny okres działalności w artystycznym podziemiu.
Ukierunkowana po 2002 działalność zespołu na amerykański rynek muzyczny przyczyniła się do stopniowego, szerszego zainteresowania twórczością Behemotha. W efekcie przewodzony przez Darskiego zespół był pierwszym w historii polskiej muzyki rozrywkowej, którego nagrania trafiły na listę Billboard 200 w Stanach Zjednoczonych (The Apostasy; 2007).
Na przestrzeni ponad dwudziestoletniej działalności artystycznej Darski angażował się poza Behemothem w liczne projekty. Był członkiem zespołów Damnation, Mastiphal i Wolverine. Muzyk gościł ponadto m.in. na płytach takich zespołów jak: Root, Hermh, Sweet Noise, December’s Fire, Vader, Mess Age, Frontside i Hefeystos. Okazjonalnie dawał występy sceniczne wraz z zespołami Times New Roman, Nile, Azarath i Fields of the Nephilim, a także producentem Andrzejem Smolikiem.
W 2009 Darski związał się z piosenkarką pop-rockową Dorotą „Dodą” Rabczewską. Postrzegany jako mezalians związek stał się przedmiotem licznych doniesień medialnych, a także publikacji mediów bulwarowych. Relacja z piosenkarką przysporzyła muzykowi statusu celebryty. Natomiast twórczość zespołu Behemoth stała się przedmiotem dyskusji medialnej i społecznej, angażując przedstawicieli mediów, duchowieństwa i polityki.

## Życiorys

### Młodość
Adam Michał Darski urodził się 10 czerwca 1977 w Gdyni w rodzinie Ireny i Zenona Darskich. Wychowywał się na gdańskim osiedlu Żabianka. Ojciec pracował w Stoczni Gdańskiej jako technolog budowy okrętów, należał do PZPR. Matka pracowała w fabryce łożysk Bimet.
Muzyką heavymetalową Darskiego zainteresował starszy brat – Paweł (ur. 1969). Pierwszą gitarę otrzymał w prezencie od rodziców na pierwszą komunię świętą. Jego pierwszą gitarą elektryczną była natomiast kopia modelu Fender Stratocaster. Przez rok uczęszczał do ogniska muzycznego, gdzie uczył się gry na gitarze i zapisu nutowego.
W 1997 rozpoczął studia na Wydziale Filologiczno-Historycznym Uniwersytetu Gdańskiego (specjalizacja muzealna), gdzie w terminie obronił pracę magisterską pt. „Repertuar kinematografów w mieście Gdańsku w latach 1919–1923”.

### Działalność artystyczna

#### Behemoth
W 1991, wraz z grającym na perkusji Adamem Muraszko, założył grupę Behemoth, początkowo działającą pod nazwą Baphomet. Sami muzycy poznali się wcześniej, w 1987, gdy jako dzieci zafascynowane muzyką grup, takich jak: Kat, TSA, Iron Maiden, Kiss, Metallica, Poison oraz Perfect, należących do gatunku rock i heavy metal – zaprzyjaźnili się, marząc o stworzeniu własnej grupy. W 1992 ukazało się pierwsze wydawnictwo grupy, zatytułowane Endless Damnation. W 1993 zespół zrealizował kolejne wydawnictwo demo – The Return of the Northern Moon, które ukazało się nakładem wytwórni muzycznej Pagan Records i stanowiło pierwszy sukces grupy.

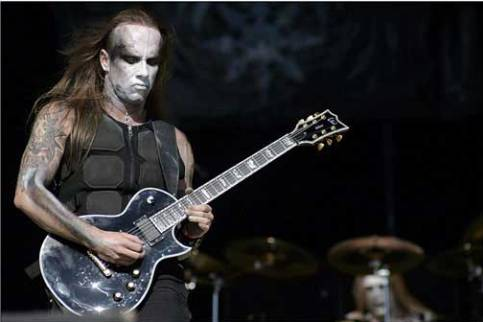
Adam Darski podczas koncertu z zespołem Behemoth, 2005

Do 1993 Darski występował jako Holocausto. Pseudonim stanowił odwołanie do osoby lidera zespołu Beherit – Marko Laiho znanego jako Nuclear Holocausto. Tego samego roku przybrał pseudonim Nergal bezpośrednio nawiązujący do sumeryjskiego boga. W grudniu 1993 powstało trzecie demo grupy zatytułowane ...From the Pagan Vastlands. Natomiast w 1994 ukazał się pierwszy minialbum Behemotha pt. And the Forests Dream Eternally. Jeszcze w grudniu tego samego roku muzycy zarejestrowali wydany przez Pagan Records pierwszy album pt. Sventevith (Storming Near the Baltic) w 8 Studio. Płyta została dobrze przyjęta zarówno przez fanów, jak i krytyków, co zaowocowało podpisaniem kontraktu na dwa kolejne pełnowymiarowe albumy z niemiecką wytwórnią Solistitium Records.
Pierwszym albumem w nowej wytwórni był wydany w Polsce przez Atratus Music w 1996 Grom. Było to ostatnie wydawnictwo z perkusistą Adamem Muraszko, który odszedł 11 października 1996, po wzięciu udziału w jedynym koncercie grupy, promującym album Grom, który miał miejsce w warszawskim klubie Remont. Muzyka zastąpił pochodzący z Tczewa Zbigniew Promiński, z którym w lutym 1997 zespół zarejestrował trzy utwory na potrzeby minialbumu Bewitching the Pomerania. Obecność w grupie Promińskiego wyraźnie zarysowała charakter partii perkusji ze względu na jego muzyczne inspiracje z gatunku death metal. W kolejnych latach działalności Promiński i Darski pozostawali jedynymi stałymi członkami grupy. Zespół nagrał kolejno albumy, takie jak: Pandemonic Incantations (1998), Satanica (1999), Thelema.6 (2000) i Zos Kia Cultus (Here and Beyond) (2002).

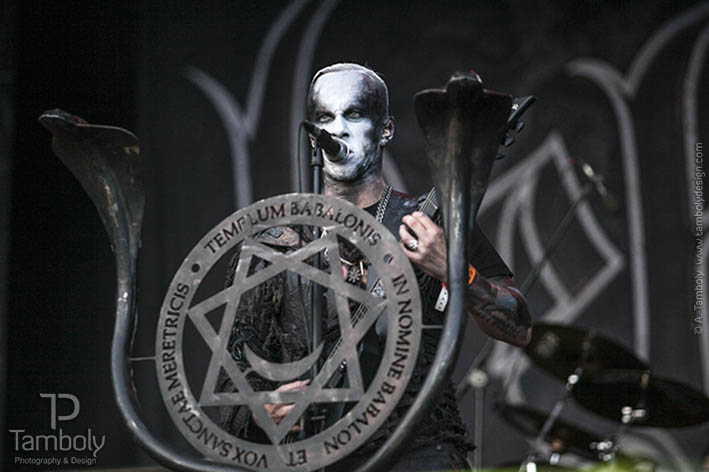
Adam Darski podczas koncertu z zespołem Behemoth na Metalfest 2012 w Dessau, 1 czerwca 2012

Za sprawą albumów Demigod (2004) i The Apostasy (2007) grupa znacznie zyskała na popularności, regularnie koncertując w Stanach Zjednoczonych. The Apostasy było promowane podczas koncertów na objazdowym festiwalu Ozzfest, z udziałem takich wykonawców, jak Lamb of God, Hatebreed, Ozzy Osbourne, DevilDriver, Nile, Static-X oraz Lordi.
7 stycznia 2008 wraz z grupami Vader, Virgin Snatch oraz Frontside zespół wystąpił w warszawskim klubie Stodoła na koncercie charytatywnym poświęconym pamięci perkusisty Witolda „Vitka” Kiełtyki, który zmarł w wyniku wypadku samochodowego na Białorusi oraz wokaliście Adrianowi „Covanowi” Kowankowi, który odniósł poważne obrażenia – obaj muzycy z grupy Decapitated. Pod koniec roku Darski wraz z zespołem Behemoth przystąpił do prac nad dziewiątym albumem studyjnym pt. Evangelion, który ukazał się 7 sierpnia 2009.

#### Poza Behemoth
W 1994 Darski zagrał na perkusji na albumie Nocturnal Landscape gdańskiej grupy Mastiphal, której był członkiem przez krotki okres. W 1995 wykonał dodatkowe partie wokalne i zagrał na gitarze basowej na albumie białostockiej grupy Hermh pt. Crying Crown of Trees. W 1996 na zaproszenie Piotra Weltrowskiego zaśpiewał na albumie Vae Victis projektu December’s Fire. W drugiej połowie lat 90. związał się jako basista z zespołem Damnation wraz z którym nagrał wydany w 1997 albumu pt. Coronation grupy Damnation. Z kolei w 1998 użyczył swojego wokalu na albumie Psycho Cafe grupy Hefeystos.

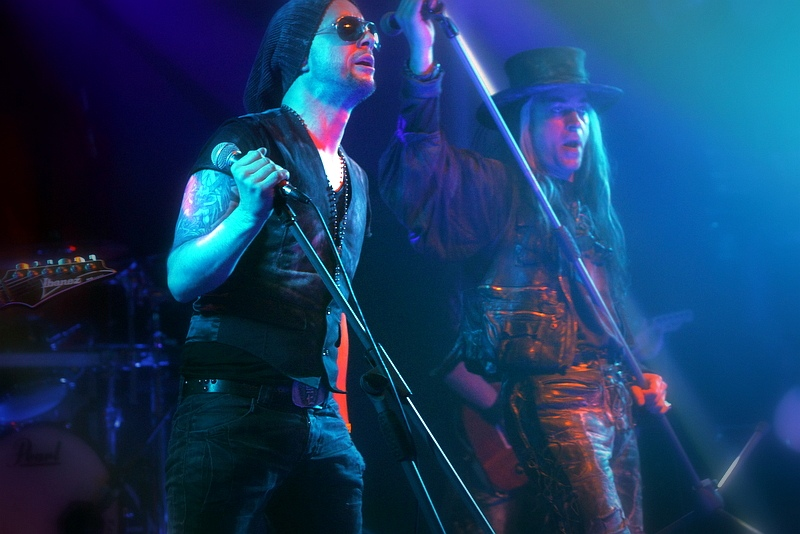
Adam „Nergal” Darski oraz Carl McCoy podczas koncertu wraz z zespołem Fields of the Nephilim w katowickim Mega Clubie, 6 maja 2011

W 1999 Darski pod pseudonimem Howlin’ De Ville wraz z basistą Patrykiem Zwolińskim ps. Nick Wolverine, gitarzystą Piotrem Weltrowskim ps. Vel Trotzky oraz perkusistą Krzysztofem Sadowskim pod ps. John Wayne Orlowsky powołał zespół Wolverine. Rok później formacja wydała debiutanckie demo zatytułowane Million Hells. W wywiadzie udzielonym dla serwisu rockmetal.pl Piotr Weltrowski zapowiedział nagrania debiutanckiego albumu. Ostatecznie z powodu zobowiązań wobec innych projektów muzycznych grupa Wolverine została rozwiązana. 14 kwietnia również 2000 w Częstochowie, Darski wystąpił wraz z zespołem Azarath. Instrumentalista zaśpiewał w interpretacji utworu „Sacrificial Suicide” z repertuaru Deicide.
W 2002 Darski zaśpiewał gościnnie na albumach grup Vader (album Revelations), Hangover (album Terrorbeer) oraz Mess Age (album Self-Convicted). W 2003 wraz z perkusistą Krzysztofem Raczkowskim wziął udział w nagraniach remiksu utworu „N.U.E.R.H.A.” grupy Sweet Noise, który ukazał się na jej albumie pt. Revolta. W tym samym roku zaśpiewał ponadto na albumie grupy Corruption pt. Orgasmusica. 19 września 2005 Nergal wykonał wraz z amerykańską formacją Nile utwór pt. „Cast Down the Heretic” podczas koncertu w Pratteln w Szwajcarii.
W 2006 Darski wraz z gitarzystą Jackiem Hiro – liderem grupy Sceptic dołączył, jednorazowo do supergrupy Voodoo Gods powołanej przez Alexa von Poschingera. W skład formacji weszli ponadto: Tony Norman (Monstrosity), Seth van de Loo (Severe Torture), Mike Browning (Acheron), Jean Baudin (Nuclear Rabbit) oraz David Shankle (Manowar). Zapowiadana przez grupę płyta pt. Shrunken Head ukazała się w 2012 nakładem Misanthropica Enterprises. W 2008 Nergal wystąpił gościnnie na płycie metalcoreowej grupy Frontside pt. Teoria konspiracji oraz na albumie australijskiej formacji The Amenta zatytułowanej n0n. W 2009 nawiązał współpracę z zespołem Ex Deo, który wsparł gościnnie na debiutanckim albumie pt. Romulus. W 2010 wystąpił na płycie zespołu Vulgar pt. The Professional Blasphemy. Również w 2010 na zaproszenie Czesława Mozila zaśpiewał w utworze „Dziewczyna z branży” wydanym na płycie pt. Pop.

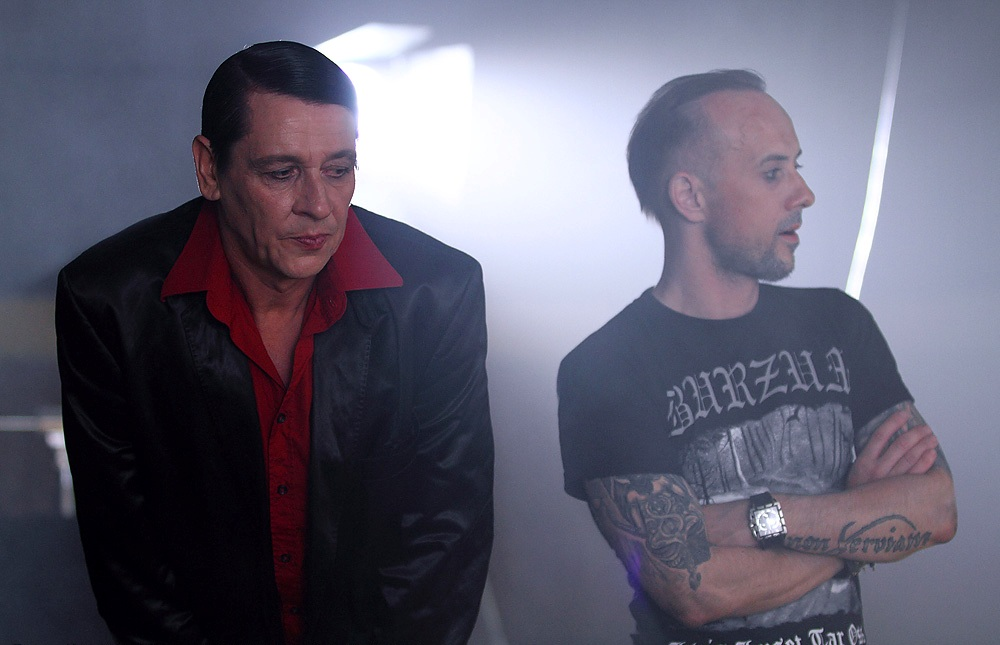
Maciej Maleńczuk oraz Adam „Nergal” Darski na planie teledysku do utworu „Lucifer” zespołu Behemoth, 20 lipca 2011

Latem 2010 w ramach cyklu koncertów Męskie Granie wystąpił wraz z producentem muzycznym Andrzejem Smolikiem, który przygotował remiks kompozycji „Lucifer” z repertuaru formacji Behemoth. 6 maja 2011 odbył się pierwszy sceniczny występ muzyka po przerwie spowodowanej chorobą. Darski wraz z grupą Fields of the Nephilim wykonał utwór pt. „Penetration” pochodzący z repertuaru The Nefilim. Także w 2001 zarejestrował partie wokalne na potrzeby albumu Heritage of Satan czeskiej formacji Root. Natomiast w 2012 zagrał na gitarze w utworze „Me & My Guitar”, który ukazał się na albumie gitarzysty i wokalisty Grzegorza Skawińskiego o tym samym tytule. W tym samym roku wystąpił na utrzymanej w stylistyce country płycie piosenkarza Macieja Maleńczuka zatytułowanej Psychocountry. Darski zaśpiewał w utworze „Highwayman” z repertuaru Jimmy’ego Webba. W kompozycji gości ponadto John Porter i Gienek Loska. Piosenka dotarła do 43. miejsca Listy Przebojów Programu Trzeciego Polskiego Radia.
W 2016 wspólnie z Johnem Porterem stworzył duet z pogranicza rocka, folku i country Me and That Man, w którym nagrali krążek Songs of Love and Death (2016). Nagrali do niego kilka teledysków, które zyskały popularność wśród szerokiego grona odbiorców.
W lutym 2022 roku Darski pojawił się gościnnie w utworze "Akumu" projektu Matta Heafy’ego, Ibaraki. Utwór pojawił się na albumie Rashomon.

### Procesy sądowe
W lutym 2008 były poseł na sejm Ryszard Nowak, przewodniczący Ogólnopolskiego Komitetu Obrony przed Sektami, złożył ministrowi sprawiedliwości – prokuratorowi generalnemu zawiadomienie o popełnieniu przestępstwa. Według Nowaka Adam „Nergal” Darski miał dopuścić się przestępstwa z art. 196 Kodeksu karnego, czyli obrazy uczuć religijnych innych osób, dokonując podczas koncertu w gdyńskim klubie Ucho 13 września 2007 zniszczenia egzemplarza Biblii. Śledztwo zostało wszczęte przez prokuraturę w Gdyni, w ramach czynności przesłuchano członków zespołu, w tym Adama Darskiego, który oświadczył w prokuraturze, że nie było jego zamiarem obrażanie niczyich uczuć religijnych, zaś samo zdarzenie należy uważać za element działalności artystycznej, którą prowadzi. Przesłuchano również uczestników koncertu oraz właściciela klubu, który oświadczył, że nie wiedział o zamiarach zespołu i nie miał wpływu na ich działania.
Prokurator zwrócił się również o opinię biegłego sądowego z dziedziny religioznawstwa, prof. Krzysztofa Kowalika z Uniwersytetu Gdańskiego, który stwierdził, że każdy egzemplarz Biblii jest przedmiotem czci religijnej. W maju postępowanie karne zostało umorzone, ponieważ pomimo wezwań prokuratury nie zgłosiły się inne osoby, których uczucia religijne miałyby być naruszone, więc jedynym poszkodowanym byłby sam Nowak, co nie wyczerpuje znamion przestępstwa.
22 kwietnia 2008, po umorzeniu śledztwa przez oskarżyciela publicznego, Ryszard Nowak wystąpił z prywatnym aktem oskarżenia o obrazę uczuć religijnych i zniesławienie Kościoła katolickiego, jednak to postępowanie zostało umorzone przez sąd. Pod koniec 2008 Darski wytoczył proces Nowakowi, który wielokrotnie nazwał go przestępcą, co miałoby stanowić naruszenie dóbr osobistych muzyka. W marcu 2009 zapadł wyrok w sprawie nakazujący Nowakowi przeproszenie Adama Darskiego w Gazecie Wyborczej oraz wpłacenie 3 tys. zł na rzecz schroniska dla zwierząt „Ciapkowo” w Gdyni. Ryszard Nowak odwołał się od decyzji. W grudniu 2009 sąd II instancji uchylił wyrok i skierował go do ponownego rozpatrzenia przez Sąd Okręgowy. Powodem decyzji jest fakt, że sędziowie w pierwszej instancji nie wzięli pod uwagę zniszczenia przez Darskiego egzemplarza Pisma Świętego, co – według Sądu Apelacyjnego – mogło naruszyć normy współżycia społecznego oraz uczucia Nowaka.
W styczniu 2010, po wniosku czterech posłów Prawa i Sprawiedliwości, prokuratura w Gdyni ponownie zajęła się sprawą obrazy uczuć religijnych. 28 czerwca na wniosek obrońcy Nergala – Jacka Potulskiego – sprawa została umorzona przez gdyński Sąd Rejonowy. We wrześniu po złożonym przez prokuratora zażaleniu Sąd Okręgowy w Gdańsku zadecydował o ponownym rozpatrzeniu sprawy. Po przeprowadzonym w 2011 postępowaniu Darski został uniewinniony. W listopadzie 2011 Ryszard Nowak wniósł pozew sądowy, w którym zarzucił Darskiemu obrazę swoich uczuć religijnych poprzez znieważenie papieża Jana Pawła II i pochwalanie mordu na świętym Wojciechu w utworze grupy Behemoth pt. „Chwała mordercom Wojciecha”.
W październiku 2012 Ryszard Nowak złożył w prokuraturze zawiadomienie o przestępstwie zgwałcenia, którego mieli dopuścić się Adam Darski i pozostali muzycy Behemoth podczas trasy koncertowej grupy (podstawą była treść książki Spowiedź heretyka. Sacrum Profanum, opublikowana w 2012 przez Darskiego). Również w październiku 2012 Ryszard Nowak złożył w prokuraturze zawiadomienie o przestępstwie obrazy uczuć religijnych, którego miał dopuścić się Adam Darski podczas koncertu Behemoth, podpalając krzyże.
8 stycznia 2013 Sąd Okręgowy w Gdańsku uchylił wyrok wydany przez Sąd Rejonowy w Gdyni, uniewinniający Adama Darskiego, oskarżonego o obrazę uczuć religijnych, i przekazał sprawę do ponownego rozpatrzenia; podstawą była uchwała Sądu Najwyższego (udzielona na prośbę SO w Gdańsku), w myśl której „przestępstwo obrazy uczuć religijnych popełnia nie tylko ten, kto chce go dokonać, ale także ten, kto ma świadomość, że może do niego dojść”. Od wyroku sądu w Gdyni z czerwca 2013, uniewinniającego Adama Darskiego od zarzutu obrazu uczuć religijnych, apelację złożyła zarówno prokuratura, jak i Ryszard Nowak. W lutym 2014 Sąd Okręgowy w Gdańsku podtrzymał wyrok sądu niższej instancji, muzyk został uniewinniony.
Na początku roku 2019 rozpoczął się kolejny proces Adama Darskiego o obrazę uczuć religijnych. Na skutek zawiadomienia fundacji Ordo Iuris Prokuratura Rejonowa Gdańsk-Śródmieście wniosła do Sądu Rejonowego Gdańsk-Południe akt oskarżenia w zw. z filmem, który w 2018 r. pojawił się na oficjalnym profilu Darskiego na portalu społecznościowym w związku z Dniem Kobiet. Na nagraniu „Nergal” śpiewał używając jako rekwizytu dildo z figurką ukrzyżowanego Jezusa. W wyniku protestów film został usunięty z sieci.
Również w roku 2019 fundacja Ordo Iuris wysłała zawiadomienie o przestępstwie z art. 196 KK, po którym Prokuratura Rejonowa Warszawa-Mokotów wszczęła postępowanie w sprawie. Adam Darski został oskarżony o obrazę uczuć religijnych poprzez umieszczenie zdjęcia, na którym obraz z wizerunkiem Matki Boskiej z opisem „o Matko Miłosierdzia módl się za nami” jest przysłonięty przez jego but. We wrześniu 2021 r. Sąd Rejonowy dla Warszawy Mokotowa uniewinnił muzyka.

### Obecność w mediach

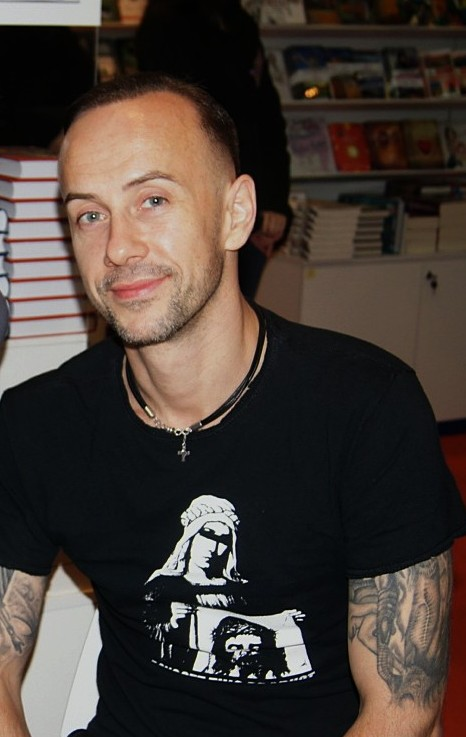
Adam Darski podczas Targów Książki w Krakowie, 28 października 2012

Po 2009, za sprawą związku z wokalistką popową Dorotą Rabczewską, zyskał status celebryty. Bezpośrednim następstwem było zainteresowanie pozabranżowych mediów, obejmujące m.in.: wywiady i publikacje w takich czasopismach jak: „Playboy”, „Pani”, „Fakt” czy „Przekrój”. Muzyk wystąpił także w licznych programach telewizyjnych, takich jak: Dzień dobry TVN, Tak to leciało!, Ona i on, Redakcja kultury, Co za tydzień?, Poranek TVN24 czy Tomasz Lis na żywo. W 2010 wziął udział w gali Eska Music Awards, podczas której wręczył nagrodę brytyjskiej formacji White Lies w kategorii „rockowy zespół roku”.
W 2011 wystąpił w spocie reklamowym Fundacji TVN „Nie jesteś sam”.
Był jednym z trenerów w pierwszej edycji programu TVP2 The Voice of Poland (2011). Jego udział w programie telewizji publicznej spotkał się z krytyką ze strony środowisk katolickich, a protesty wystosowało m.in. Katolickie Stowarzyszenie Dziennikarzy oraz biskupi rzymskokatoliccy Wiesław Mering i Sławoj Leszek Głódź, którzy zarzucili Darskiemu m.in. propagowanie satanizmu.
W opublikowanym w 2011 zestawieniu „100 najbardziej wpływowych Polaków” tygodnika „Wprost” zajął 43. miejsce.
W 2012 w sprzedaży znalazł się, sygnowany przez muzyka, napój energetyczny pod nazwą Demon Energy. Część zysków ze sprzedaży każdego opakowania napoju została przeznaczona przez jego producenta – firmę Agros-Nova na rzecz Fundacji DKMS. Ponadto część otrzymanego z tytułu kontraktu reklamowego honorarium Darski przekazał również tejże fundacji.

## Życie prywatne
Ma starszego brata, który jest żonaty i ma dwoje dzieci.
Jego pierwszą dziewczyną była Celina, z którą spotykał się w latach 90. i która pojawiła się gościnnie na drugiej płycie Behemotha pt. Grom. Od 2009 był związany z wokalistką pop-rockową Dorotą „Dodą” Rabczewską. 1 stycznia 2010 para zaręczyła się. W marcu 2011 Darski zakończył związek z piosenkarką.
Od 2014 jest współwłaścicielem salonu fryzjerskiego.

### Choroba
Na początku sierpnia 2010 został przewieziony na oddział hematologii Uniwersyteckiego Centrum Klinicznego w Gdańsku. Wszystkie koncerty formacji Behemoth, w tym trasa po krajach nadbałtyckich oraz w Stanach Zjednoczonych, zostały odwołane. Wkrótce u muzyka została zdiagnozowana białaczka. 24 sierpnia na stronie oficjalnej zespołu Behemoth został wystosowany apel do potencjalnych dawców szpiku z prośbą o rejestrację w Fundacji DKMS – Bazie Dawców Komórek Macierzystych.
25 sierpnia Randy Blythe, wokalista amerykańskiej formacji Lamb of God, poinformował, że Darski przeszedł pierwszy etap chemioterapii. 28 sierpnia Centralny Ośrodek Krwiodawstwa i Krwiolecznictwa w Katowicach zorganizował akcję oddawania krwi do badania zgodności szpiku. W grudniu 2010 Darski przeszedł operację przeszczepu szpiku. W styczniu 2011 po niemal półrocznym okresie leczenia muzyk opuścił szpital.

## Instrumentarium

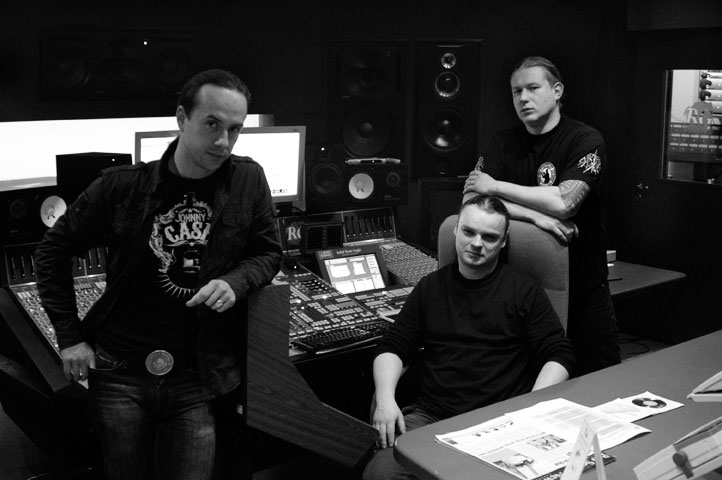
Od lewej: Darski, Arkadiusz Malczewski – inżynier dźwięku i realizator nagrań oraz Zbigniew Promiński – perkusista w gdańskim RG Studio podczas sesji nagraniowej grupy Behemoth do albumu The Apostasy

W początkowym okresie działalności Behemotha lider grupy grał na gitarze Jackson – model Kelly (6 strun), a później przez kilka lat na gitarach marki Ibanez (7 strun) i Gibson – model Explorer (6 strun). W 2004 Darski wraz z grupą Behemoth podpisał kontrakt z polskim producentem gitar Mayones, który przygotował dla zespołu dwa modele gitar, zbudowane na bazie linii Flame EXG Custom (7 strun) oraz Signum Gothic Custom (6 strun). Gitary zostały wykonane w dwóch wersjach o identycznej specyfikacji technicznej i sygnowane napisami HATE (podstrunnica wykonana z palisandru) lub EVIL (podstrunnica wykonana z hebanu). Obie gitary pokazano m.in. w teledysku do utworu „Conquer All” z albumu Demigod. We wspomnianym teledysku widoczna jest również sześciostrunowa gitara Dean V. Kilka lat później Darski sprzedał gitarę Mayones model Signum Gothic Custom, sygnowany HATE.
W 2005 grupa zakończyła współpracę z firmą Mayones i podpisała kontrakt z amerykańskim producentem gitar ESP, opiewający na instrumenty zarówno dla gitarzystów, jak i basisty grupy Behemoth. Darski korzystał z gitar LTD EC Series oraz sygnowanego przez Michaela Amotta modelu ESP V. Wkrótce potem otrzymał sześciostrunową gitarę ESP Custom V, która pozostaje głównym instrumentem muzyka. W 2009 firma ESP przygotowała sygnowany przez Darskiego model gitary siedmiostrunowej LTD HEX-7 Nergal Signature 7 string. Tego samego roku muzyk wziął udział w targach Musikmesse we Frankfurcie. Spotkanie odbyło się na stanowisku producenta gitar ESP, który sponsoruje muzyka.
Sześciostrunowe gitary stroi o półtora tonu w dół (C#, F#, B, E, G#, C#), przy wykorzystaniu strun z dwóch zestawów. Wiolinowe pochodzą z zestawu.011-.049, a basowe z.013-.056. Z kolei gitary siedmiostrunowe stroi jeszcze o pół tonu w dół (A#, D#, G#, C#, F#, A#, D#). Używa ponadto wzmacniaczy i kolumn głośnikowych firmy Mesa, Krank i Laboga, systemu Rack firmy MARK L, pedału Morley Wah-wah oraz strun gitarowych D’Addario o grubości 12-56 i 12-60.
Od wielu lat kolekcjonuje również gitary firmy Gibson, których jednak nie wykorzystuje podczas występów z zespołem Behemoth.

## Dyskografia
Albumy
| Rok  | Tytuł                           | Uwagi                                    |
| ---- | ------------------------------- | ---------------------------------------- |
| 1994 | Mastiphal – Nocturnal Landscape | - perkusja (członek zespołu)             |
| 1995 | Hermh – Crying Crown of Trees   | - sesyjnie śpiew i gitara basowa         |
| 1997 | Damnation – Coronation          | - gitara basowa (członek zespołu)        |
| 2000 | Wolverine – Million Hells       | - śpiew i gitara (członek zespołu)       |

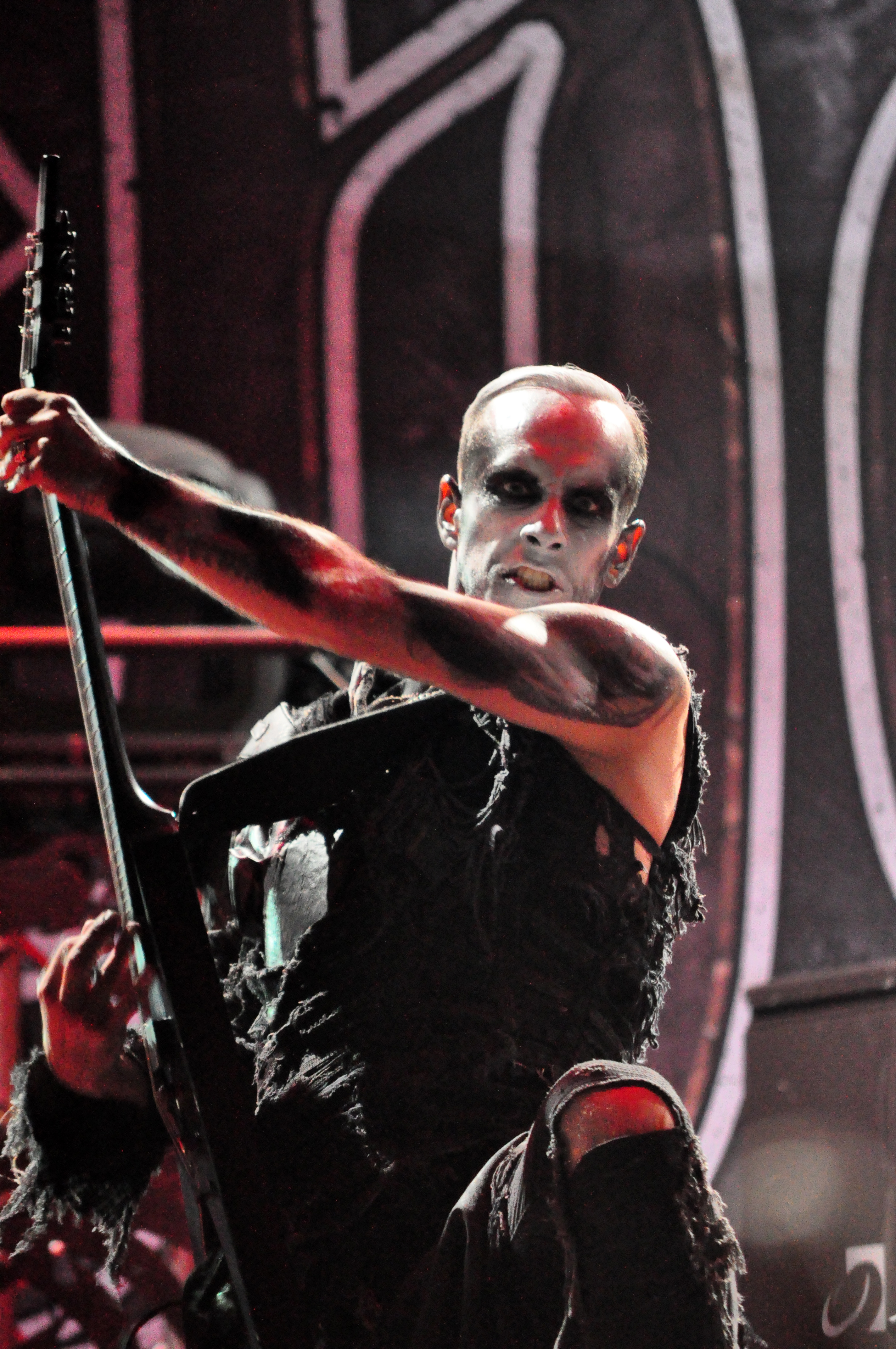
Adam „Nergal” Darski podczas koncertu wraz z grupą Behemoth, 2012

| 2012 | Voodoo Gods – Shrunken Head     | - śpiew (jednorazowy udział w projekcie) |

Występy gościnne
| Rok  | Tytuł                               | Uwagi                                                                                  |
| ---- | ----------------------------------- | -------------------------------------------------------------------------------------- |
| 1996 | December’s Fire – Vae Victis        | - śpiew we wszystkich utworach                                                         |
| 1998 | Hefeystos – Psycho Cafe             | - śpiew w utworach „Love Is the Law”, „Our Lady of the Whores” i „The Kingdom Is Mine” |
| 2002 | Mess Age – Self-Convicted           | - śpiew w utworze „Kill The Falsehood”                                                 |
| 2002 | Vader – Revelations                 | - śpiew w utworze „Whisper”                                                            |
| 2002 | Hangover – Terrorbeer               | - śpiew w utworze „Fag Killer”                                                         |
| 2003 | Corruption – Orgasmusica            | - śpiew w utworze „Revenge”                                                            |
| 2003 | Sweet Noise – Revolta               | - śpiew i gitara w utworze „N.U.E.R.H.A. Death Rmx”                                    |
| 2008 | Frontside – Teoria konspiracji      | - śpiew w utworze „Spłoniesz w piekle”                                                 |
| 2008 | The Amenta – n0n                    | - śpiew w utworze „Slave”                                                              |
| 2009 | Ex Deo – Romulus                    | - śpiew w utworze „Storm the Gates of Alesia”                                          |
| 2010 | Vulgar – The Professional Blasphemy | - śpiew w utworze „In League with Satan”                                               |
| 2010 | Czesław Śpiewa – Pop                | - śpiew w utworze „Dziewczyna z branży”                                                |
| 2011 | Root – Heritage of Satan            | - śpiew w utworach „In Nomine Sathanas” i „Greetings from the Abyss”                   |
| 2012 | Grzegorz Skawiński – Me & My Guitar | - gitara w utworze „Me & My Guitar”                                                    |
| 2012 | Maciej Maleńczuk – Psychocountry    | - śpiew w utworze „Highwayman”                                                         |

Notowane utwory
| Rok  | Tytuł                                                                                  | Pozycja na liście | Album         |
| Rok  | Tytuł                                                                                  | LP3               | Album         |
| ---- | -------------------------------------------------------------------------------------- | ----------------- | ------------- |
| 2012 | Maciej Maleńczuk – „Highwayman” (oraz John Porter, Adam „Nergal” Darski, Gienek Loska) | 43                | Psychocountry |

## Audiobooki
| Rok  | Tytuł                                                    | Uwagi                                                            |
| ---- | -------------------------------------------------------- | ---------------------------------------------------------------- |
| 2014 | Brian Wood, Conan Barbarzyńca. Królowa Czarnego Wybrzeża | jako kapitan gwardii, 2014, Sound Tropez, ISBN 978-83-936390-7-6 |
| 2014 | Hans Koppel, Ona już nie wróci                           | Świat Książki, ISBN 978-83-7943-786-3                            |

## Gry komputerowe
- Risen 2: Mroczne wody (jako Slane – kapitan piratów, 2012, Deep Silver)[130]

## Publikacje
- A. Darski, P. Weltrowski, K. Azarewicz, Spowiedź heretyka. Sacrum Profanum, G+J Gruner+Jahr Polska 2012, ISBN 978-83-7778-197-5.

## Filmografia
| Rok  | Tytuł                              | Rola                        | Uwagi                                                         |
| ---- | ---------------------------------- | --------------------------- | ------------------------------------------------------------- |
| 2001 | Roadkill Extravaganza              | jako on sam                 | film dokumentalny, reżyseria: Sigurd „Satyr” Wongraven        |
| 2006 | Kuba Wojewódzki                    | jako on sam                 | Polsat, odcinek 151, talk-show                                |
| 2007 | Upiorny wieczór, czyli Skibomagiel | jako on sam                 | Tele 5, odcinek 5, program satyryczny                         |
| 2008 | Magazyn 24 godziny                 | jako on sam                 | TVN24, program informacyjno-publicystyczny                    |
| 2008 | Historia polskiego rocka           | jako on sam                 | film dokumentalny, reżyseria: Leszek Gnoiński, Wojciech Słota |
| 2009 | Dzień dobry TVN                    | jako on sam                 | TVN, magazyn poranny, relacja z koncertu                      |
| 2010 | Ona i on                           | jako on sam                 | TVN24, odcinek 25, program publicystyczny, wywiad             |
| 2010 | Tak to leciało!                    | jako on sam                 | TVP2, program muzyczny                                        |
| 2011 | Redakcja kultury                   | jako on sam                 | TVP2, magazyn kulturalny                                      |
| 2011 | Poranek TVN24                      | jako on sam                 | TVN24, program informacyjny                                   |
| 2011 | Tomasz Lis na żywo                 | jako on sam                 | TVP2, program publicystyczny                                  |
| 2011 | Dzień dobry TVN                    | jako on sam                 | TVN, magazyn poranny                                          |
| 2011 | The Voice of Poland                | jako on sam                 | TVP2, talent show                                             |
| 2011 | Black Metal: The Music of Satan    | jako on sam                 | film dokumentalny, reżyseria: Bill Zebub                      |
| 2013 | AmbaSSada                          | jako Joachim von Ribbentrop | komedia fantastyczna, reżyseria: Juliusz Machulski            |
| 2015 | Domy Gwiazd                        | jako on sam                 | Domo+, odcinek 1 sezon 4, program publicystyczny, wywiad      |

## Nagrody i wyróżnienia
| 2005 | Album roku – rock/metal (Behemoth – Demigod)                               | Nominacja |
| 2008 | Album roku – rock/metal (Behemoth – The Apostasy)                          | Nominacja |
| 2009 | Album roku – heavy metal (Behemoth – At The Arena ov Aion – Live Apostasy) | Nominacja |
| 2010 | Wydawnictwo Specjalne Najlepsza Oprawa Graficzna (Behemoth – Evangelion)   | Nominacja |
| 2010 | Album roku Heavy Metal (Behemoth – Evangelion)                             | Nagroda   |
| 2010 | Produkcja Muzyczna roku (Behemoth – Evangelion)                            | Nominacja |
| 2010 | Grupa roku (Behemoth)                                                      | Nominacja |
| 2010 | Wideoklip roku (Behemoth – „Ov Fire And The Void”)                         | Nominacja |
| 2011 | Wideoklip roku (Behemoth – „Alas, Lord Is Upon Me”)                        | Nominacja |
| 2012 | Wideoklip roku (Behemoth – „Lucifer”)                                      | Nominacja |

| Pozostałe | Pozostałe                                       | Pozostałe                       | Pozostałe | Pozostałe |
| Rok       | Kategoria/Tytułem                               | Nagroda                         | Nota      |           |
| --------- | ----------------------------------------------- | ------------------------------- | --------- | --------- |
| 2005      | Best underground band (Behemoth)                | Metal Hammer Golden Gods Awards | Nominacja |           |
| 2009      | Muzyka popularna (Behemoth)                     | Paszport Polityki               | Nominacja |           |
| 2009      | Best underground band (Behemoth)                | Metal Hammer Golden Gods Awards | Nagroda   |           |
| 2009      | Młodzi Twórcy w Dziedzinie Kultury              | Nagroda Miasta Gdańska          | Nagroda   |           |
| 2010      | Best underground band (Behemoth)                | Revolver Golden Gods Awards     | Nominacja |           |
| 2010      | Artysta roku 2010 (Behemoth)                    | Plebiscyt Onet.pl               | Nagroda   |           |
| 2011      | Propagowanie idei dawstwa szpiku kostnego       | Plebiscyt „Życzenie Agaty”      | Nagroda   |           |
| 2013      | Książka (za Spowiedź heteryka. Sacrum Profanum) | Róże Gali 2013                  | Nominacja |           |